# 抢劫枪支、弹药、爆炸物、危险物质罪
抢劫枪支、弹药、爆炸物、危险物质罪是中华人民共和国刑法规定的的一项罪名，其刑罚最高可达死刑。

## 量刑
根据《中华人民共和国刑法》第127条规定：抢劫枪支、弹药、爆炸物的，或者抢劫毒害性、放射性、传染病病原体等物质，危害公共安全的，或者盗窃、抢夺国家机关、军警人员、民兵的枪支、弹药、爆炸物的，处十年以上有期徒刑、无期徒刑或者死刑。

## 案例
2002年4月12日上午，河南新乡市原阳县公安局陡门派出所所长付海涛带领民警参与拆迁工作，上午10时许，安景录和本村反对铺路的部分村民聚集在施工现场，阻止施工，并与民警发生冲突，局面顿时一片混乱，所长付海涛在朝天鸣枪示警后却被安景录打倒在地将付海涛所配带的“六四”式手枪抢走，当天下午4时许，安庄村村民安景信等人将该枪送到原阳县人民政府，该枪即被原阳县公安局扣押，经鉴定，派出所所长付海涛伤情为轻微伤。安景录因犯抢劫枪支罪，被原阳县人民法院判处有期徒刑十年。